# لورنزو زانيتي
لورنزو زانيتي (بالإيطالية: Lorenzo Zanetti)‏ مواليد 10 أغسطس 1987، هو متسابق دراجات نارية إيطالي. نافس في سباقات بطولة العالم لفئة 125 سي سي. كما شارك في بطولة العالم للسوبربايك وبطولة العالم للسوبرسبورت.

## وصلات خارجية
- لورنزو زانيتي على موقع MotoGP.com (الإنجليزية)
- لورنزو زانيتي على موقع WorldSBK.com (الإنجليزية)
- لورنزو زانيتي على موقع CONI honoured athlete website (الإيطالية)

- الموقع الإلكتروني